# Беглиев, Назар
Назар Беглиев (туркм. Nazar Begliýew; род. 27 апреля 1980, Ашхабад) — туркменский легкоатлет, специалист по бегу на средние дистанции. Выступал за сборную Туркмении по лёгкой атлетике в первой половине 2000-х годов, победитель и призёр первенств национального значения, действующий рекордсмен страны в беге на 800 метров в помещении, участник летних Олимпийских игр в Афинах.

## Биография
Назар Беглиев родился 27 апреля 1980 года в Ашхабаде.
Впервые заявил о себе в лёгкой атлетике на взрослом международном уровне в сезоне 2000 года, когда вошёл в основной состав туркменской национальной сборной и выступил на чемпионате мира по кроссу в Виламуре, где в короткой гонке на 4,18 км с результатом 13:53 занял итоговое 144-е место. Также в этом сезоне стартовал в беге на 800 метров на чемпионате Азии в Джакарте, но в финал здесь не вышел.
В 2001 году выступил на кроссовом чемпионате мира в Остенде, в забеге на 4,1 км занял на сей раз 148-е место, при этом туркменские бегуны расположились на предпоследней 25-й позиции в командном зачёте. Стал чемпионом страны в беге на 400 и 800 метров.
В марте 2003 года на чемпионате мира в помещении в Бирмингеме установил поныне действующий национальный рекорд Туркмении в беге на 800 метров — 1:54,07, хотя этого результата оказалось недостаточно для выхода в полуфинальную стадию.
В феврале 2004 года стал шестым в беге на 400 метров на чемпионате Азии в помещении в Тегеране с результатом 50,37, установив при этом в предварительном забеге национальный рекорд Туркмении в данной дисциплине — 50,05. Позже стартовал в дисциплине 800 метров на чемпионате мира в помещении в Будапеште, но в финал не вышел. Благодаря череде удачных выступлений удостоился права защищать честь страны на летних Олимпийских играх в Афинах — в беге на 800 метров показал результат 1:49,64 на предварительном квалификационном этапе и в финал не отобрался.
После афинской Олимпиады Беглиев больше не показывал сколько-нибудь значимых результатов в лёгкой атлетике на международной арене.

## Основные результаты
| Год  | Соревнования               | Место проведения          | Дисциплина | Место  | Результат  |
| ---- | -------------------------- | ------------------------- | ---------- | ------ | ---------- |
| 2000 | Чемпионат мира по кроссу   | Виламура, Португалия      | 4,18 км    | 144    | 13:53      |
| 2000 | Чемпионат Азии             | Джакарта, Индонезия       | 800 м      | 16 (q) | 1:55,84    |
| 2001 | Чемпионат мира по кроссу   | Остенде, Бельгия          | 4,1 км     | 148    | 16:10      |
| 2001 | Чемпионат Туркмении        |                           | 400 м      | 1      |            |
| 2001 | Чемпионат Туркмении        | 800 м                     | 1          |        |            |
| 2003 |                            | Москва, Россия            | 800 м      | 4      | 1:54,96    |
| 2003 | Чемпионат мира в помещении | Бирмингем, Великобритания | 800 м      | 22 (q) | 1:54,07 NR |
| 2003 | Мемориал Джезми Ора        | Стамбул, Турция           | 1000 м     | 6      | 2:27,33    |
| 2003 | Мемориал Гусмана Косанова  | Алма-Ата, Казахстан       | 800 м      | 3      | 1:51,32    |
| 2004 | Чемпионат Азии в помещении | Тегеран, Иран             | 400 м      | 6      | 50,37      |
| 2004 | Чемпионат Азии в помещении | Тегеран, Иран             | 800 м      | 6 (h1) | 1:58,34    |
| 2004 | Чемпионат мира в помещении | Будапешт, Венгрия         | 800 м      | 32 (q) | 1:54,72    |
| 2004 | Олимпийские игры 2004      | Афины, Греция             | 800 м      | 6 (h1) | 1:49,64    |